# Jeanne de Coulomb
Pour les articles homonymes, voir Coulomb (homonymie).
Œuvres principales
L'Ombre des heures (1927)
Jeanne de Coulomb, nom de plume de Cécile Marguerite Coulon de Lagrandval, née le 3 février 1864 à Bordeaux et morte le 23 février 1945 dans la même ville, est une romancière française.
Romancière populaire, elle est considérée en son temps comme un des « maîtres du roman catholique ».
Elle utilise aussi comme pseudonymes Pierre Marfont, Michel Dorlys et Jacques Murol.

## Biographie
Cécile Marguerite Coulon de Lagrandval est la fille d'un professeur de mathématiques, la sœur de Louise Madeleine Coulon de Lagrandval (1872-1952), qui écrit sous le nom de Jeanne de Châteaulin (1872-1952), et la cousine de Geneviève de Cézac, alias Jean de Belcayre. Sa tante, Cécile Trouessard (1845-1919), est également une romancière catholique .
Au cours de sa carrière, elle publie plus d'une centaine de titres : romans-feuilletons (dans les revues Le Petit Écho de la mode, L'Ouvrier, Les Veillées des chaumières, etc.) et romans populaires catholiques dans la Collection Stella, aux éditions La Bonne Presse, Flammarion, Jean Dupuis, etc.).
Plusieurs de ses romans ont été traduits en espagnol, en catalan et en italien.

## Œuvre

### Romans
(liste non exhaustive)
Ces romans sont parus, pour la plupart, dans une revue en prépublication un an auparavant.
- Chez l'oncle Louis, Paris, May et Motteroz, coll. « Bibliothèque d'éducation maternelle », 1894
- Le Prince Serge, Paris, May et Motteroz, coll. « Bibliothèque d'éducation maternelle », 1895
- Le Journal de Paulette, Paris, A. Taffin-Lefort, 1897 (lire en ligne sur Gallica)
- L'Éloquence de la vertu (préf. Léon Chauvin) (récits), Limoges, E. Ardant, 1898
- Les Galons de Robert (ill. E. Chaperon), Paris, May et Motteroz, coll. « Bibliothèque d'éducation maternelle », 1898
- Héroïne !, Limoges, E. Ardant, 1898
- La Jambe de M. Le Tourzec, Limoges, E. Ardant, 1898
- Reine Mab, Limoges, E. Ardant, 1898
- Le Mari de Nadalette, Paris, H. Gautier, 1899
- Le Musicien mystérieux, A. Taffin-Lefort, 1899
- Le Secret des Castelfort, A. Taffin-Lefort, 1899 (lire en ligne sur Gallica)
- Ce gamin de Panpan, Société Française d'Éditions d'art. L-Henry May, 1900
- Ferme comme roc, Paris, H. Gautier, 1900 — Réédition en 1957 chez J. Dupuis fils et Cie, coll. « Azur » (no 215).
- La Croix lumineuse, Paris, H. Gautier, 1900
- La Villa des sphinx, A. Taffin-Lefort, 1900
- Mon ami Chocolat, Limoges, E. Ardant, 1901
- L'Héritage du cousin Corentin, A. Taffin-Lefort, 1902 (lire en ligne sur Gallica)
- Rançon d'âme, Paris, H. Gautier, 1902
- Sceptre d'or, Paris, H. Gautier, 1902
- Volonté de roi, Paris, H. Gautier, 1902
- Boris et François, Paris, Éditions Hetzel, 1902
- Le Fantôme des Tournoailles, Paris, H. Gautier, 1904
- Terrible Énigme, Paris, H. Gautier, 1904 — Réédition en 1922 dans la coll. « Familia ».
- La Bague de Gaston Phébus, Paris, Éditions Hetzel, 1905
- L'Invisible Main, Paris, H. Gautier, coll. « Bibliothèque de ma fille », 1905 — Réédition en 1927 dans la coll. « Familia ».
- L'Ombre du passé, Paris, H. Gautier, coll. « Bibliothèque de ma fille », 1905
- L'Épreuve du feu, Abbeville, F. Paillart, coll. « Bibliothèque bleue », 1906
- Muguette, Paris, H. Gautier, 1906
- Fumées de gloire, Paris, H. Gautier, 1907 — Réédition en 1947 dans la revue Bonnes soirées (no 4) du 26 janvier 1947.
- Âme dormante, Paris, H. Gautier, coll. « Bibliothèque de ma fille », 1908
- L'Âme de Pilate, Paris, H. Gautier, coll. « Bibliothèque de ma fille », 1908
- Dans l'engrenage, Paris, H. Gautier, coll. « Bibliothèque de ma fille », 1908
- Les Ensoleillés, Paris, H. Gautier, coll. « Bibliothèque de ma fille », 1908
- L'Irrésistible Force, Paris, H. Gautier, coll. « Bibliothèque de ma fille », 1908
- La Maison du corsaire, Tours, A. Mame et fils, 1909
- Source impure, Paris, H. Gautier, 1910
- Sans fer ni poison, Paris, H. Gautier, 1910
- Petite Majesté, Paris, Éditions Lefort, vers 1910
- La Pierre philosophale, Paris, H. Gautier, coll. « Bibliothèque de ma fille », 1910 — Réédition en 1932 dans la coll. « Familia ».
- Le Court-circuit, Paris, H. Gautier, 1911
- Le Chat musicien, Paris, Librairie moderne de livres de prix, 1911
- Le Choc de la vie, Paris, Éditions Pierre Rivière, coll. « Mignon-roman » (no 7), 1912
- L’Éparpilleur de braises, Paris, H. Gautier, coll. « Bibliothèque de ma fille », 1912 — Réédition en 1932 dans la coll. « Familia ».
- Le Chemin de ronde, Paris, H. Gautier, 1913 — Réédition en 1951 chez J. Dupuis fils et Cie, coll. « Azur » (no 170).
- L'Île enchantée, Paris, H. Gautier, coll. « Bibliothèque de ma fille », 1913
- La Villa du Paradis, Paris, H. Gautier, coll. « Bibliothèque de ma fille », 1915 — Réédition en 1925 chez Plon, coll. « La Liseuse » (no 54).
- Celui qui guettait l'heure, Paris, La Mode illustrée, 1915 — Supplément littéraire des numéros 1-18.
- La Maison des chevaliers, Paris, Gautier-Languereau, coll. « Bibliothèque de ma fille », 1917
- La Cité de la paix, Paris, Gautier-Languereau, coll. « Bibliothèque de ma fille », 1918
- Terre interdite, Paris, Gautier-Languereau, coll. « Bibliothèque de ma fille », 1918
- Les Lèvres closes, Paris, Gautier-Languereau, coll. « Bibliothèque de ma fille », 1920
- Princesse de verre, Paris, Gautier-Languereau, coll. « Bibliothèque de ma fille », 1920
- Celle qui sépare, Paris, Gautier-Languereau, coll. « Bibliothèque de ma fille », 1920
- Pêcheuse de lune, Paris, Gautier-Languereau, coll. « Bibliothèque de ma fille », 1921 (lire en ligne sur Gallica)
- La Coupe d'Or, Paris, Gautier-Languereau, coll. « Bibliothèque de ma fille », 1922
- L'Impossible Lien, Paris, Le Petit Écho de la mode, coll. « Stella » (no 26), 1922
- L'Algue d'or, Paris, Le Petit Écho de la mode, coll. « Stella » (no 60), 1922 (lire en ligne [PDF])
- La Dame aux oiseaux, Paris, Gautier-Languereau, coll. « Familia », 1923
- Le Silence de Nadia, Paris, Gautier-Languereau, coll. « Bibliothèque de ma fille », 1923
- La Gardienne du seuil, Reims, Hirt et Cie, coll. « Foyer-Romans » (no 19), 1923 (lire en ligne sur Gallica)
- La Belle Histoire de Maguelonne, Paris, Le Petit Écho de la mode, coll. « Stella » (no 79), 1923 (lire en ligne [PDF]) — Réédition en 1930 chez Flammarion, coll. « Les Bons Romans » (no 15).
- Les Ailes ouvertes, Paris, Gautier-Languereau, coll. « Bibliothèque de ma fille », 1925
- La Forêt qui chante, Paris, Gautier-Languereau, coll. « Bibliothèque de ma fille », 1925 —  Réédition en 1951 chez Dupuis, coll. « Azur » (no 174).
- Les Yeux éblouis, Paris, Gautier-Languereau, coll. « Bibliothèque de ma fille », 1926
- L'Ombre des heures, Paris, Gautier-Languereau, coll. « Bibliothèque de ma fille », 1927 — Couronné par le prix Montyon de l'Académie française 1928.
- Justicière !, Paris, Flammarion, coll. « In-18 », 1927
- La Route verte, Reims, Hirt et Cie, 1927
- La Maison sur le roc, Le Petit Écho de la mode, coll. « Stella » (no 170), 1927 (lire en ligne [PDF]) — Réédition en 1931 chez Flammarion, coll. « Les Bons Romans » (no 33).
- L'Erreur de Jacqueline, Reims, Hirt et Cie, coll. « Supra » (no 5), 1928
- Le Vent des cimes, Paris, Gautier-Languereau, coll. « Bibliothèque de ma fille », 1928
- Les Cloches submergées, Paris, Flammarion, coll. « Les Bons Romans » (no 9), 1929
- Au revoir, soleil !, Paris, Flammarion, coll. « In-18 », 1929
- Les Feux sur l'horizon, Paris, Gautier-Languereau, coll. « Bibliothèque de ma fille », 1929
- La Brume sur l'étoile, Paris, Gautier-Languereau, coll. « Bibliothèque de ma fille », 1931
- La Fontaine de l'oasis, Paris, Flammarion, coll. « Les Bons Romans » (no 28), 1931
- La Page arrachée, Paris, Gautier-Languereau, 1932 — Réédition en 1953 chez Dupuis, coll. « Azur » (no 184).
- Par le sang et le feu, Paris, Flammarion, coll. « Les Bons Romans » (no 61), 1933
- La Voyageuse au désert, Paris, Gautier-Languereau, coll. « Bibliothèque de ma fille », 1935
- Mirage du cœur, Paris, Dupuis, coll. « Azur » (no 25), 1935
- Aiguillage doré, Paris, Gautier-Languereau, coll. « Bibliothèque de ma fille », 1936
- Les Yeux de l'amour (ill. Jean Aujame), Paris, Maison de la Bonne Presse, coll. « Le Ruban bleu » (no 2), 1936
- Le Maillon perdu, Paris, Gautier-Languereau, coll. « Bibliothèque de ma fille », 1937
- Plus fort que lui !, Paris, Gautier-Languereau, coll. « Bibliothèque de ma fille », 1938
- La Réponse du cœur, Paris, Gautier-Languereau, coll. « Bibliothèque de ma fille », 1940
- La route s'illumine, Paris, Flammarion, coll. « Les Bons Romans » (no 9), 1940
- Son vrai visage !, Le Petit Écho de la mode, coll. « Stella » (no 528), 1943
- Les Souffles du large, Paris, Gautier-Languereau, coll. « Bibliothèque de ma fille », 1945
- La Rouille sur le fer, Paris, Gautier-Languereau, 1946
- Sous le signe de l'olivier, Paris, Gautier-Languereau, coll. « Bibliothèque de ma fille », 1949
- La Gerbe déliée, Paris, Dupuis, coll. « Azur » (no 163), 1951

Sous le pseudonyme Pierre Marfont
- Pâquerette à la cour, Paris, Gautier-Languereau, coll. « Bibliothèque de Suzette », 1925

## Prix et distinctions
- Prix Montyon de l'Académie française pour le roman : L'Ombre des heures (1928)

## Sources
- Ellen Constans, Ouvrières des lettres, Limoges, Pulim, coll. « Médiatextes », 2007, 177 p. (ISBN 978-2-84287-440-7, lire en ligne)